# لوكهيد سينيور بيغ
لوكهيد سينيور بيغ (Lockheed Senior Peg) كان تصميم التجريبي لشركة لوكهيد التي تنافست مع تصميم مماثل لشركة نورثروب (سنيور بيغ) لصنع طائرات شبح التي لا يمكن للرادار من كشفها. وهي جزء من منافسة تكنولوجيا المقاتلة المتقدمة التي بدأت في عام 1979.